# Шаган (приток Урала)
Шага́н (Чага́н, в верхнем течении — Большой Чаган; устар. Чеган; каз. Шаған) — река в Оренбургской области России и Западно-Казахстанской области Казахстана, правый приток Урала, впадающий в него на территории городского акимата Уральска на высоте 23 м над уровнем моря. Длина реки 264 км. Площадь водосборного бассейна — 7530 км². Средний расход воды в 40 км от устья — 7,7 м³/с.
Многоводен только в весеннее время. Летом представляет ряд плёсов с непроточной водой, «цветущей» к концу лета. Образует большие разливы и заливные луга. Один из истоков, Большой Шаган, берёт начало на юго-западных отрогах Общего Сырта, в Первомайском районе Оренбургской области.

## Притоки

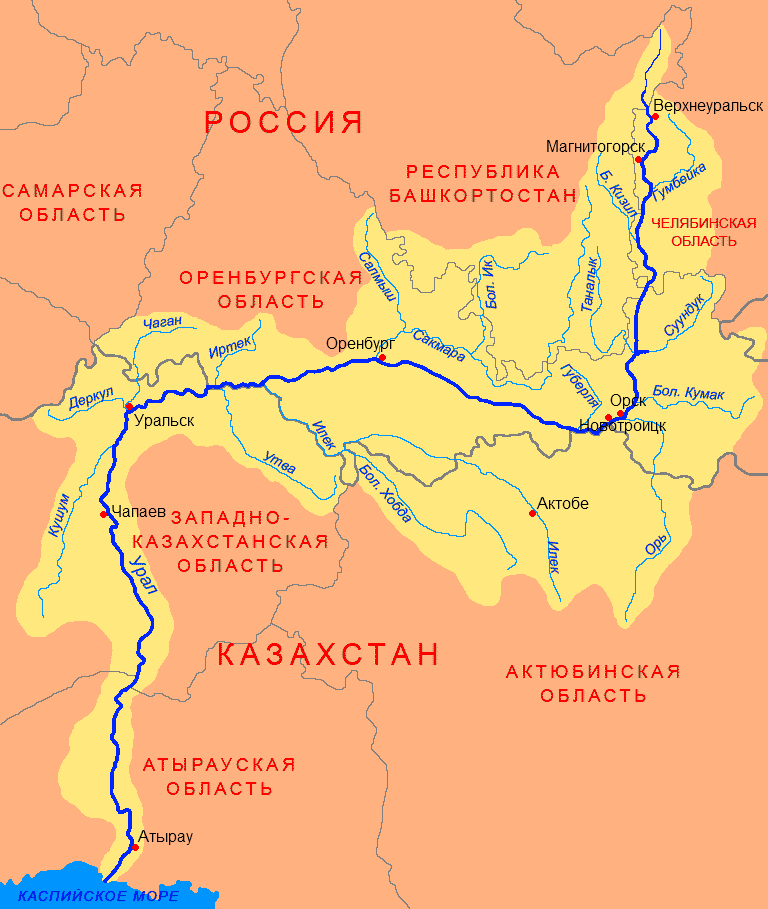
Бассейн Урала

Наиболее крупный — Деркул (км от устья):
- 17 км: Деркул
- 29 км: Крутая
- граница России и Казахстана[7]
- 131 км: Таловая
- 168 км: Грязнушка (балка Старцев Дол)
- 198 км: Башкирка
- 227 км: Малый Шаган
- 249 км: Каменка

## Использование
Судоходства нет. Большое значение Чаган имеет для садоводства, особенно под Уральском, где по берегам его и озёр, связанных с ним весной, расположены фруктовые сады, засаженные преимущественно яблонями, растущими здесь исключительно при условии полива. Поэтому по всему берегу установлены насосы, разбирающие его воду для полива фруктовых насаждений. Также воду из Чагана используют в дачном хозяйстве.
За старый железнодорожный мост через Чаган, возведённый при строительстве Рязанско-Уральской железной дороги, во время Гражданской войны и осады Уральска шли кровопролитнейшие и ожесточённые бои. Следы их — пробитые осколками снарядов мостовые конструкции, можно видеть и сейчас. Вблизи моста сохранилось захоронение погибших при обороне моста красноармейцев с небольшим обелиском.

## Этимология названия
Первая версия: в переводе с татарского — «клён». Вторая версия: топоним восходит к калмыцкому цаган — «белый». У казахов река имеет и второе имя — Аксу (с казахского — «Белая вода»).